# Prowincja Ninh Thuận
Ninh Thuận wymowaⓘ – prowincja Wietnamu, znajdująca się w południowej części kraju, w regionie Regionie Południowo-Wschodnim.

## Historia
Prowincja Ninh Thuận została wcześniej nazwana prowincją Phan Rang w 1901 roku.

## Podział administracyjny
W skład prowincji Ninh Thuận wchodzi pięć dystryktów oraz jedno miasto.
- Miasta:

1. Phan Rang-Tháp Chàm

- Dystrykty:

1. Bác Ái
2. Ninh Hải
3. Ninh Phước
4. Ninh Sơn
5. Thuận Bắc